# Baccharidopsis
Baccharidopsis é um género botânico pertencente à família Asteraceae.
A autoridade do género é G.M. Barroso, tendo sido publicado em Sellowia 95: 95, t. 1–3. 1975.